# 가지야마 요이치
가지야마 요이치(일본어: 梶山 洋一, 1971년 9월 8일 ~ )는 일본의 전 축구 선수이다.

## 구단 경력
과거 비셀 고베에서 활동하였다.